# Siete Iglesias de Trabancos
Siete Iglesias de Trabancos es un municipio y localidad española de la provincia de Valladolid, en la comunidad autónoma de Castilla y León. El término municipal tiene una población de 419 habitantes (INE 2024).

## Geografía
Integrado en la comarca de Tierra del Vino de la provincia de Valladolid, se sitúa a 56 km de la capital provincial. El término municipal está atravesado por la Autovía de Castilla A-62 entre los pK 172 y 179, además de por la carretera N-620, alternativa convencional a la anterior. 
El relieve del municipio es el propio de la meseta castellana, una amplia llanura con alguna elevación aislada. El río Trabancos cruza el territorio en su camino hacia el Duero. La altitud oscila entre los 782 m al suroeste y los 670 m a orillas del río Trabancos. El pueblo se alza a 722 m sobre el nivel del mar. 
| Noroeste: Castronuño | Norte: Pollos | Noreste: Nava del Rey |
| Oeste: Castronuño    |               | Este: Nava del Rey    |
| Suroeste: Alaejos    | Sur: Alaejos  | Sureste: Nava del Rey |

Limita al noreste con Pollos, al este con Nava del Rey, al oeste con Castronuño y al sur con Alaejos.

## Historia
Hasta la reforma de la nomenclatura municipal de 1916 el municipio se llamaba simplemente Siete Iglesias. En dicha fecha su nombre fue modificado por el de Siete Iglesias de Trabancos.

## Demografía
Cuenta con una población de 419 habitantes (INE 2024).
| Gráfica de evolución demográfica de Siete Iglesias de Trabancos entre 1842 y 2021 |
| |
| Población de derecho según los censos de población del INE Población de hecho según los censos de población del INEEn estos censos se denominaba Siete Iglesias: 1842, 1857, 1860, 1877, 1887, 1897, 1900 y 1910 |

## Patrimonio
La lista de las antiguas siete iglesias es:
- Iglesia parroquial de San Pelayo (existente en la actualidad). Es un templo de una nave con bóveda de cañón, con coro y falsa cúpula en la capilla mayor. El retablo mayor está realizado en un solo cuerpo; en la zona central del retablo se encuentra San Pelayo flanqueado por San Sebastián y San Isidro; la Asunción de la Virgen remata el retablo. Destacando entre los retablos que complentan la iglesia está uno protegido por cristal, obra del escultor Francisco de Losada, un Nazareno de barba postiza.
- El Cristo del Humilladero (existente en la actualidad). Ermita de reducidas dimensiones, posee un retablo central. Guarda la figura del Cristo del Humilladero
- Santa María del Castillo
- Santo Tomé
- Santa Olalla
- San Pedro
- San Juan

También destacan los restos de dos castillos:
- Castillo de Eván de Arriba
- Castillo de Eván de Abajo